# Diego Corrientes Mateos
Diego Corrientes Mateos (Utrera, província de Sevilla, 20 d'agost de 1757-Sevilla, 30 de març de 1781) va ser un bandoler espanyol del segle xviii.

## Biografia
Va néixer a Utrera. Es va convertir en una llegenda popular a causa de la seva generositat amb els més pobres. Robava als rics i repartia entre els pobres una mica del botí, de manera que això feia que pugés l'estima que d'ell tenien als voltants.
El rei Carles III, per mitjà del jutge Francisco de Bruna i Fumada, va ordenar en 1780 la seva captura, oferint cent peces d'or a qui el lliurés viu o mort. Aquest mateix any va fugir a Portugal per l'assetjament constant de les autoritats. Allí va ser capturat pel governador de Sevilla i una companyia portuguesa comandada del capità Arias. Poc temps després va ser traslladat a Sevilla, on va ser jutjat i condemnat a morir a la forca. Posteriorment el seu cadàver va ser esquarterat, com era costum, i enviades parts del seu cos a cadascuna de les províncies on havia actuat. El seu cap va quedar a Sevilla per a, dies més tard, rebre sepultura a l'església de Sant Roque, on va aparèixer a la fi del segle xx, durant unes operacions de restauració del temple, amb un garfi clavat al crani, com se solia fer amb els caps dels ajusticiats.